# Amtliches Topographisch-Kartographisches Informationssystem
Das Amtliche Topographisch-Kartographische Informationssystem (ATKIS) wird seit 1990 zum Zwecke der digitalen Führung der Ergebnisse der topographischen Landesaufnahme und der amtlichen topographischen Karten auf Empfehlung der Arbeitsgemeinschaft der Vermessungsverwaltungen der Länder der Bundesrepublik Deutschland (AdV) von den Landesvermessungsämtern und dem Bundesamt für Kartographie und Geodäsie (BKG) aufgebaut.

## Ziel
Eine der Aufgaben der Landesvermessung besteht darin, die wesentlichen Erscheinungsformen und Sachverhalte sowie das Gelände an der Erdoberfläche zu erfassen und in topographischen Karten darzustellen. Mit ATKIS wurde ein System entwickelt, das es erlaubt, die topographischen Daten und Karten der Landesvermessung digital zu führen und dem Nutzer anzubieten. Dies geschieht in Form von Digitalen Landschaftsmodellen (DLM), in denen die Daten objektbasiert und frei von kartographischer Generalisierung gespeichert werden, und in Digitalen Topographischen Karten (DTK), welche die generalisierten und mit kartographischen Signaturen versehenen Daten enthalten.

## Inhalt
Im engeren, konzeptionellen Sinne umfasst ATKIS nur die objektstrukturierten digitalen Landschaftsmodelle (DLM) und die signaturbasierten Digitalen Topographischen Karten (DTK). Zu den digitalen topographischen Produkten der Landesvermessung gehören aber auch Digitale Geländemodelle (DGM) und Digitale Orthofotos (DOP). Um dem Nutzer die Gesamtheit des topographisch-kartographischen Angebots zu verdeutlichen, wurden auch diese Erzeugnisse in die ATKIS-Produktpalette aufgenommen, die damit folgendes Angebot umfasst:
- Digitale Landschaftsmodelle (DLM)
- Digitale Geländemodelle (DGM)
- Digitale Topographische Karten (DTK)
- Digitale Orthofotos (DOP)

## Referenzmodell
Ein Referenzmodell stellt den Bezug von Informationssystemen untereinander und zur Realität dar. Das ATKIS-Referenzmodell unterscheidet auf der Informationsebene:
1. die Erfassungsgrundlagen,
2. die Bestandsdaten mit kartographischen Zusatzdaten,
3. die Digitalen Topographischen Karten und ihre
4. analogen Ausgaben.

Die ATKIS-Bestandsdaten werden auch als Digitale Landschaftsmodelle (DLM) bezeichnet.
Die Zusatzdaten zu den Bestandsdaten (Kartengeometrieobjekte und Präsentationsobjekte) ermöglichen die objektstrukturierte Ablage zusätzlicher kartographischer Informationen (verdrängter Geometrie, individuell positionierter Texte und Signaturen). Sie sind damit eine Realisierung eines Digitalen Kartographischen Modells (DKM im Ggs. zum DLM).
Als Digitale Topographische Karten werden fertige Präsentationsausgaben bezeichnet, die unmittelbar graphisch ausgegeben werden können. In der Regel sind dies Repräsentationen in Form von Rasterdaten (z. B. GeoTIFF) oder anderen graphischen Formaten (z. B. PDF, PostScript).

## Digitale Landschaftsmodelle
Die Digitalen Landschaftsmodelle des ATKIS werden nach ihrer Auflösung unterschieden.
1. Basis DLM (frühere Bezeichnung DLM25 entsprechend dem Maßstab 1:10.000–1:25.000)
2. DLM50 als Datengrundlage für Kartenwerke im Maßstabsbereich 1:50.000–1:100.000
3. DLM250 als Datengrundlage für Kartenwerke im Maßstab 1:200.000–1:500.000
4. DLM1000 als Datengrundlage für Kartenwerke im Maßstab 1:1.000.000 und kleiner.

## Datengrundlage
Die wichtigsten Landschaftsobjekte im ATKIS-DLM (DLM = Digitales Landschaftsmodell, oft auch Basis-DLM genannt) wurden nach einem sehr detaillierten Objektartenkatalog (ATKIS-OK) modelliert und erfasst. Die Daten stammen überwiegend aus den vorhandenen, analog geführten, amtlichen topographischen Karten (TK). Das Basis-DLM wird in einem 5-Jahres-Zyklus fortgeführt (Grundaktualität), z. B. durch topographische Aufnahmen und photogrammetrische Bildbefliegungen (Orthofoto). Wichtige Objektarten (insbesondere Verkehr) werden 3, 6 oder 12 Monate nach der Veränderung aktualisiert (Spitzenaktualität).

## Objektartenkatalog
Der Objektartenkatalog (ATKIS-OK) ist hierarchisch aufgebaut und ist in sieben Objektbereiche untergliedert. Diese werden in Objektgruppen unterteilt, welche in Objektarten aufgeschlüsselt werden.
Insgesamt ist der Objektartenkatalog sehr umfangreich und enthält viele Objektarten, welche wiederum eine Vielzahl von Attributen enthalten. Der Objektartenkatalog kann bei den Landesvermessungsämtern heruntergeladen werden.
Durch den Objektcode, eine vierstellige Zahl, ist jede Objektart eindeutig einem Objektbereich und einer Objektgruppe zugeordnet. Die Tausenderstelle gibt den Objektbereich an, die Hunderterstelle die Objektgruppe. So ist ersichtlich, dass die Objektart „3101 Straße“ zum Objektbereich „3000 Verkehr“ und zur Objektgruppe „3100 Straßenverkehr“ gehört.
Definitionen
- Objektart ist die zusammenfassende Bezeichnung für eine Klasse von gleichartigen topographischen Objekten.
- Attribute bezeichnen qualitative und quantitative Eigenschaften, die ein Objekt näher beschreiben. Ein Attribut setzt sich aus Attributkennung und dem numerischen Attributwert zusammen.

| Objektbereich      | Objektgruppe (Beispiele)                                 | Objektart (Beispiele)                              | Attribute    | Attributwerte        |
| ------------------ | -------------------------------------------------------- | -------------------------------------------------- | ------------ | -------------------- |
| 1000 Präs.-Objekte |                                                          |                                                    |              |                      |
| 2000 Siedlung      | 2100 Baulich geprägte Flächen, 2200 Siedlungsfreiflächen | 2111 Wohnbauflächen, 2121 Bergbaubetrieb           |              |                      |
| 3000 Verkehr       | 3100 Straßenverkehr, 3200 Schienenverkehr                | 3101 Straße                                        | WDM= Widmung | 1307= Gemeindestraße |
| 4000 Vegetation    | 4100 Vegetationsflächen                                  | 4104 Heide, 4109 Sonderkultur                      |              |                      |
| 5000 Gewässer      | 5100 Wasserflächen                                       | 5101 Strom, Fluss, Bach, 5102 Kanal, 5201 Sandbank |              |                      |
| 6000 Relief        | 6200 Besondere Geländeoberflächen                        | 6201 Damm, Wall, Deich                             |              |                      |
| 7000 Gebiet        | 7100 Verwaltungsgebiete                                  | 7101 Verwaltungseinheit                            |              |                      |

## Ausbaustufen
Der ATKIS-Datenbestand wurde bzw. wird aufgrund der Informationsdichte und des damit verbundenen Arbeitsaufwandes in mehreren Schritten erfasst und ausgebaut. Um einen halbwegs bundeseinheitlichen Aufbau zu erreichen, wurden folgende Realisierungsstufen beim Basis-DLM festgelegt:
- DLM 25/1 umfasst 64 Objektarten (lag 1997 bundesweit komplett vor.)
- DLM 25/2 in fast allen Bundesländern umgesetzt
- DLM 25/3 soll bis 2007 bundesweit komplett vorliegen.
- DLM 25/4 momentan im Aufbau

## Nutzung
Neben der Funktion als Basisdatensatz für alle hoheitlichen Aufgaben und für die Wirtschaft, sollen zukünftig alle topographischen Karten in Deutschland von dem ATKIS-Datensatz abgeleitet werden. Hierzu werden derzeit in mehreren Landesvermessungsämtern die Grundlagen geschaffen.